# صوت ترجيح
صوت الترجيح هو تصويت قد يمارسه شخص ما لحل التصويت المتعادل في هيئة تداولية. عادة ما يكون صوت الترجيح لرئيس المجلس أو الهيئة التشريعية أو اللجنة ولا يجوز ممارسته إلا لكسر الجمود. أما في حالات أخرى فيكون لهذا الرئيس صوتان صوتٌ بصفته عضوًا وصوت ترجيح يمارسه عند حالة تساوي الأصوات.